# David Pell
David Pell (Bendigo, 9 juni 1980) is een Australisch voormalig wielrenner.

## Overwinningen
2001
- Canberra Goulburn
- 2e etappe Canberra Tour

2004
- Eindklassement De Bortoli Tour

2005
- 2e etappe Tour of Bright

2007
- 5e etappe Ronde van Wellington
- 1e, 3e etappe en eindklassement Top End Tour

2008
- Eindklassement Tour of the Southern Grampians

## Ploegen
- 2003-ComNet-Senges
- 2007-Savings & Loans Cycling Team
- 2008-Savings & Loans Cycling Team
- 2009-Savings & Loans Cycling Team
- 2010-Drapac-Porsche Cycling
- 2011-Drapac Cycling

P.Drapac · Lewis · McDonald · Morton · Norris · Othman · Palmer · Pell · M.Phelan · Pollock · Shaw
P.Drapac · Goesinnen · Grimsey · Lapthorne · Norris · Othman · Palmer · Pell · A.Phelan · M.Phelan · Pollock · Rusli · Semple · Shaw